# Bánh bích quy
Bánh quy (tiếng Anh: biscuit) là từ dùng để gọi các sản phẩm bột nướng lên thành bánh. Thuật ngữ này được áp dụng cho hai dòng sản phẩm riêng biệt: bích quy cứng (dẹt, không ủ men, ở châu Âu) và bích quy mềm (có ủ men, ở Bắc Mỹ). Bài viết này đề cập đến loại bánh quy cứng.

## Hình ảnh

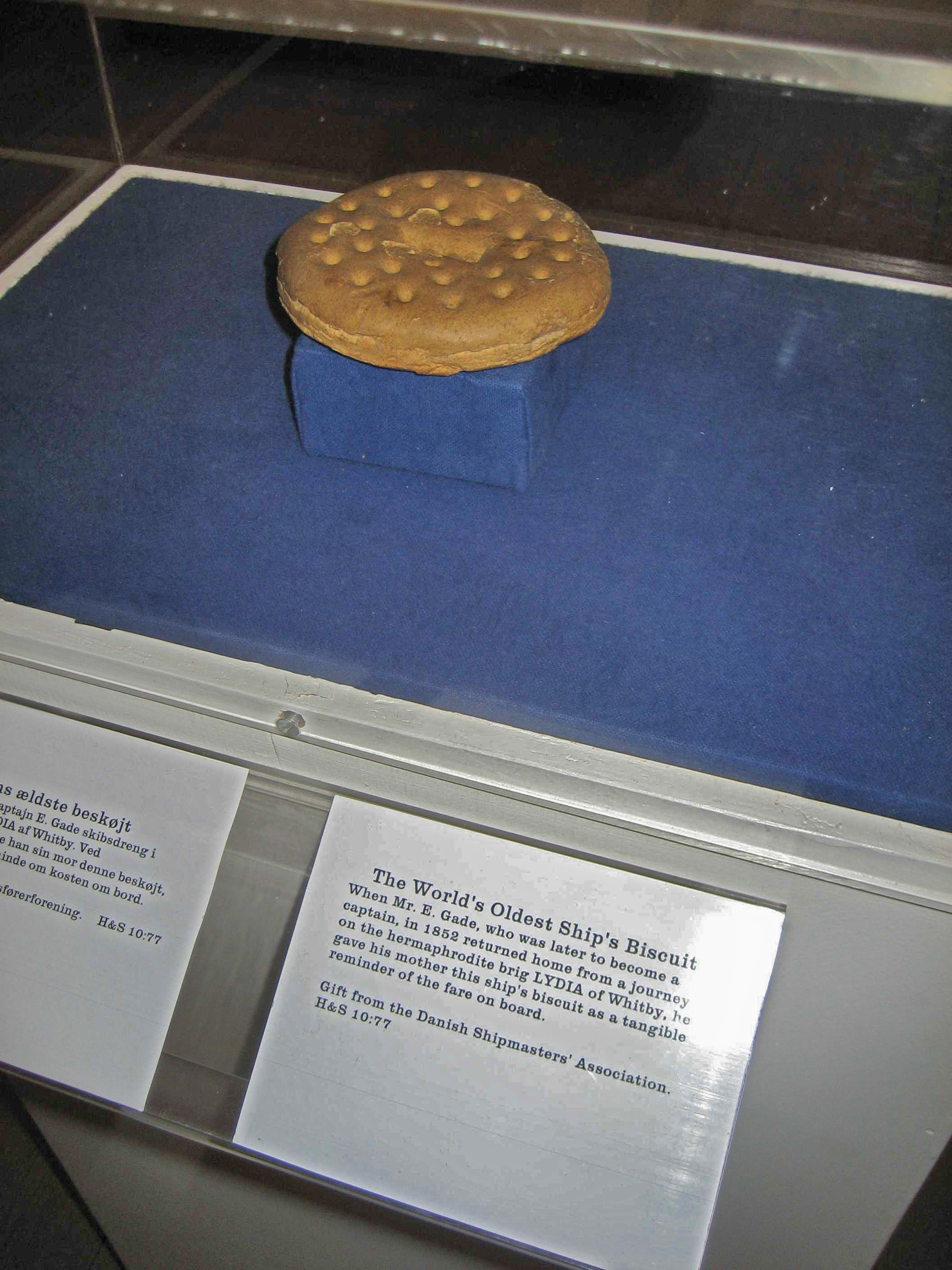
Bánh bích quy trong lâu đài Kronborg, Đan Mạch, khoảng năm 1852
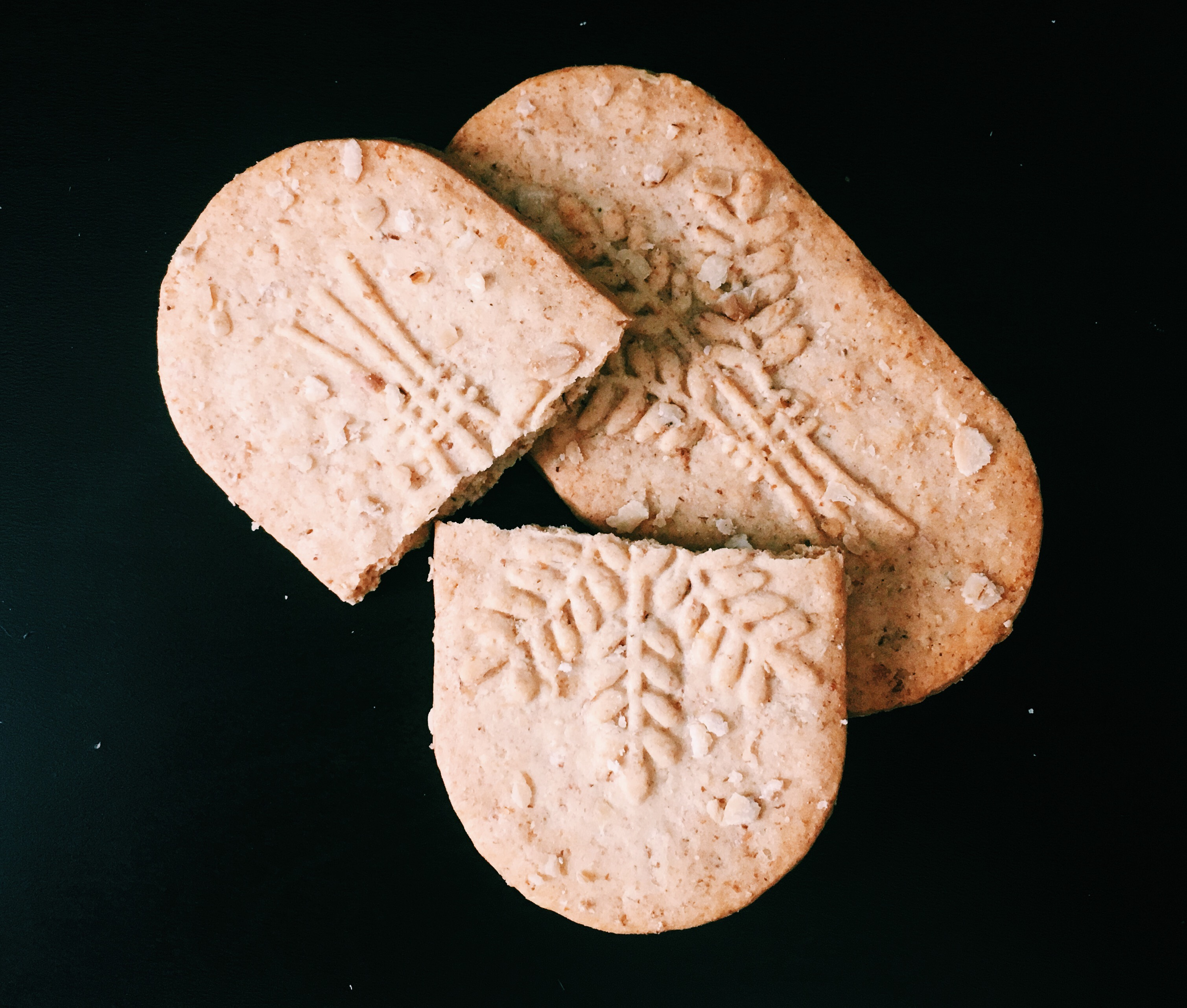
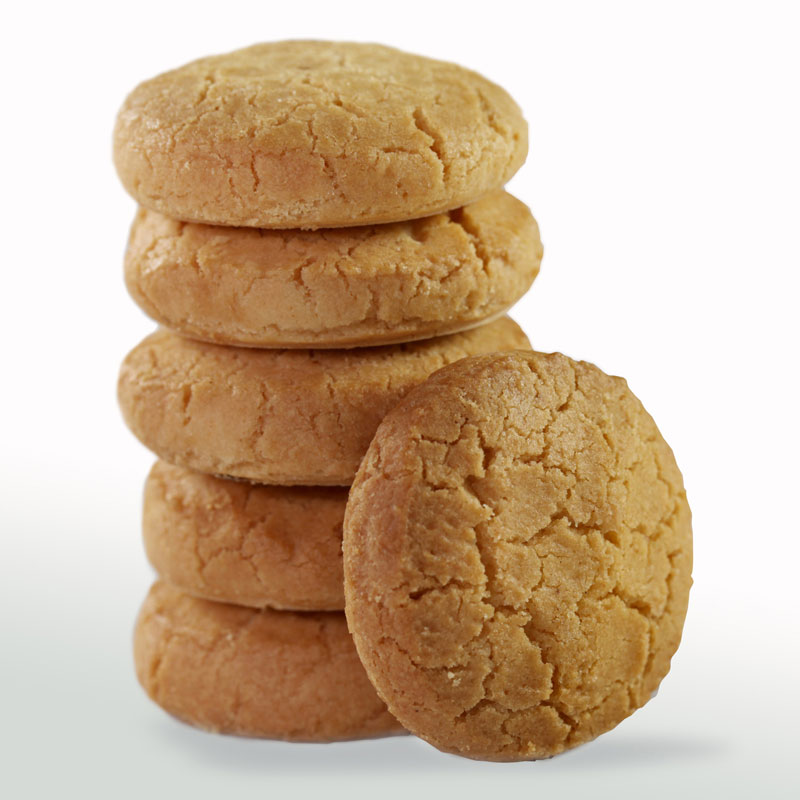
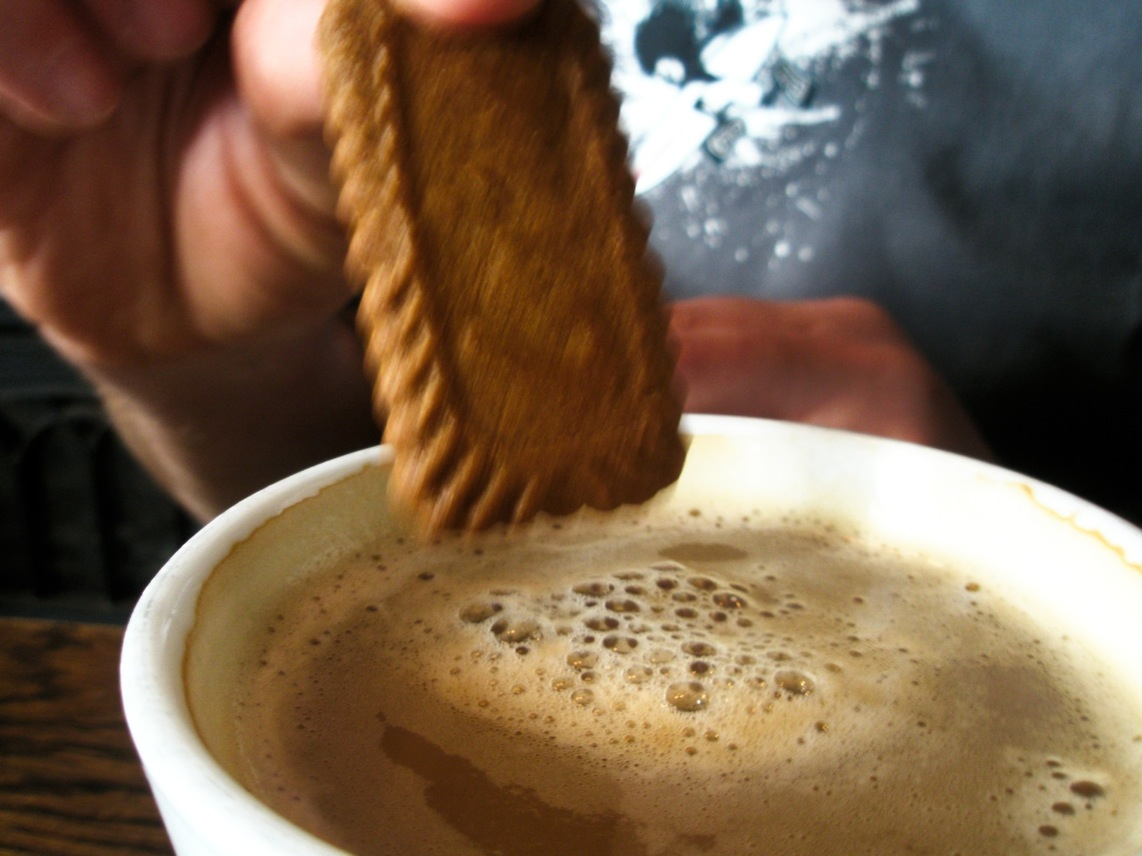
Bích quy chấm sữa